# Kolsujärvet (Gällivare socken, Lappland, 745148-173212)
Kolsujärvet är en sjö i Gällivare kommun i Lappland och ingår i Kalixälvens huvudavrinningsområde.